# Октябрьский (Топкинский район)
Октябрьский — посёлок в Топкинском районе Кемеровской области. Входит в состав Зарубинского сельского поселения.

## География
Центральная часть населённого пункта расположена на высоте 228 метров над уровнем моря.

## История
В 1962 году указом Президиума Верховного Совета РСФСР поселок фермы № 3 совхоза «Восход» переименован в Октябрьский.

## Население
| 2010 |
| ---- |
| 292  |